# Tóth Gyula (festő)
Tóth Gyula (Szatmárnémeti, 1891. március 20. – Szatmárnémeti, 1970. március 31.) festőművész.

## Pályafutása
Művészeti tanulmányait 1910-ben Nagybányán kezdte Réti István és Ferenczy Károly mellett, majd 1911-től három évig, illetve 1921-től két éven át volt Karl Raupp és Angelo Jank tanítványa a müncheni Bajor Királyi Akadémián. 1915-től már kiállította műveit Erdélyben. 1918-ben szülővárosában festőiskolát vezetett egy darabig, majd 1922-ben Felsőbányán folytatta munkásságát. 1924-ben Párizsban járt tanulmányúton, 1925-ben kiállítása is volt a francia fővárosban. Műveivel ugyancsak 1925-ben szerepelt az Ernst Múzeumban, majd a müncheni Kunstverein és a Műcsarnok tárlatán, Erdélyben többgyűjteményes kiállítást rendezett. Az akadémikus naturalizmustól fokozatosan jutott el a tiszta impresszionizmushoz. Képeit a Magyar Nemzeti Galéria és külföldi múzeumok őrzik, valamint magángyűjteményekben is találhatóak.